# Stephanie Mawuli
Stephanie Mawuli (馬瓜ステファニー?, Mauri Sutefani; Toyohashi, 25 novembre 1998) è una cestista giapponese con cittadinanza ghanese.
Ha una sorella Evelyn, anch'ella cestista.

## Carriera
Con il Giappone ha disputato i Campionati mondiali del 2022.